# Điều chế pha
Điều chế pha, viết tắt tiếng Anh là PM (Phase modulation) là một dạng điều chế tín hiệu truyền thông điều hòa để truyền dẫn đi xa. Điều chế này mã hóa thông tin dưới dạng các biến đổi trị pha tức thời của sóng mang. Điều chế pha là một trong hai dạng chính của điều chế góc, cùng với điều chế tần số.

Sóng điều chế (lam) đang điều chỉnh sóng mang (đỏ) cho ra tín hiệu PM (lục).
g(t) = π/2 * sin(2*2πt+ π/2*sin(3*2πt))

Pha của tín hiệu sóng mang được điều chế để tuân theo mức thay đổi tín hiệu (biên độ) của tín hiệu thông báo. Biên độ cực đại và tần số của tín hiệu sóng mang được duy trì không đổi, nhưng khi biên độ của tín hiệu thông báo thay đổi, pha của sóng mang thay đổi tương ứng.
Điều chế pha được sử dụng rộng rãi để truyền sóng vô tuyến và là một phần không thể thiếu của nhiều chương trình mã hóa truyền dẫn kỹ thuật số bao gồm một loạt các công nghệ như Wi-Fi, GSM và truyền hình vệ tinh.
Điều chế pha cũng được sử dụng để tạo tín hiệu và dạng sóng trong các máy tổng hợp kỹ thuật số (Digital synthesizer), chẳng hạn như Yamaha DX7, để thực hiện tổng hợp FM. Một loại tổng hợp âm thanh có liên quan được gọi là tổng hợp méo pha được sử dụng trong các máy tổng hợp của Casio CZ.